# Multipler Sulfatase-Mangel
Multipler Sulfatase-Mangel (MSD) ist eine sehr seltene, zu den lysosomalen Speicherkrankheiten gehörende angeborene Erkrankung mit einem Mangel an allen Sulfatasen.
Synonyme sind: Multiple Sulfatasen Defizienz; Mukosulfatidose; Sulfatidose juvenil, Typ Austin; Austin-Syndrom

## Ursache
Der Erkrankung liegen Mutationen im SUMF1-Gen auf Chromosom 3 Genort p26.1 zugrunde, welches für den sulfatase-modifying factor-1 kodiert. Die Mutation führt durch Mangel des Formylglycin-generierenden Enzyms (FGE) zum beschleunigten Abbau von Sulfatasen.

## Symptome
Die Krankheit führt zu lysosomalen Speicherkrankheiten und auch zu nichtlysosomalen Erkrankungen. Klinisch ergibt sich eine Kombination von Arylsulfatase A-Mangel, Mukopolysaccharidose Typ 2 (Hunter-Syndrom), Typ 3A u. 3D (Sanfilippo-Syndrom) und Typ 6 (Maroteaux-Lamy-Syndrom) sowie X-chromosomale Ichthyose.
Klinische Kriterien sind:
- Krankheitsbeginn mit 1 bis 2 Jahren
- vermehrte Ausscheidung von Mukopolysacchariden und Sulfatiden
- psychomotorische Retardierung
- Wachstumsretardierung
- Skelettveränderungen wie bei Mukopolysaccharidosen
- metachromatische Degeneration des Myelins in peripheren Nerven
- geringe Ichthyose

## Verbreitung
Die Häufigkeit wird mit unter 1 zu 1.000.000 angegeben, bislang wurde über etwa 150 Betroffene berichtet. Die Vererbung erfolgt autosomal-rezessiv.

## Diagnose
Die Diagnose kann durch Messung der Aktivität von Sulfatasen in Leukozyten gestellt werden.

## Einteilung
Je nach Manifestationsalter können drei Formen unterschieden werden:
- Neonatale Form, schwerste mit Krankheitsbeginn kurz nach der Geburt, Zeichen der Leukodystrophie, Wachstumsverzögerung, Ichthyose und Hypertrichose, Skelettveränderungen mit Skoliose, Bewegungseinschränkung in den Gelenken und Veränderungen wie beim Morbus Hurler
- Spät infantile Form, häufigste mit Leukodystrophie und fortschreitendem Verlust erlernter Fähigkeiten
- Juvenile Form, die seltenste mit Krankheitsbeginn während der (späteren) Kindheit, psychomotorische Rückentwicklung, langsamer als bei der spät infantilen Form, häuig Ichthyose

## Geschichte
Die Erstbeschreibung stammt aus dem Jahre 1961 vom polnischen Neuropathologen M. Mossakowski und Mitarbeiter.
Die Namensbezeichnung bezieht sich auf den Autoren einer Übersicht aus dem Jahre 1965 durch den US-amerikanischen Neurologen James H. Austin.